# 苻融
苻融（340年—383年），字博休，十六国前秦将领，洛陽臨渭（今甘肅天水東北）人，氐族。苻堅的弟弟，谥号阳平哀公。

## 早年
史稱“少而岐嶷夙成，魁偉美姿度。”從年少時已經以品德聞名。其伯父苻健曾打算為苻融進封安樂公，卻為苻融拒絕，苻健爲之訝異，故而打消念頭。苻健死後，苻生繼位，苻融於苻生在位時極受重視，在且朝中有很高的聲望，更經常受苻生邀請進宮謁見。
357年苻坚殺苻生登王位，自封為天王，封苻融為陽平公，官累司隸校尉、冀州刺史等，終苻坚一朝，皆以苻融為心腹左右。史書謂苻融博聞強識、體魄強健、精騎射、善使槍，且文學、玄學、武藝、政事等百般精通，更善斷訟案與行政事。
359年苻坚打算拜王猛為丞相時，王猛曾經推辭，勸苻坚以苻融為相。苻融的進言經常是謹慎的意見，勸阻其兄急進冒險的決定。例如360年，杜兼打算將烏桓與鮮卑降民遷到都城長安，卻因苻融勸止說新近投降的人不宜安置在首都周圍，使他打消遷移人民的念頭。

## 輔佐苻坚
370年，前秦滅前燕，以王猛為冀州牧，管轄原是前燕版圖的六州，但王猛受苻坚召任丞相之後，苻融便代為鎮東大將軍冀州牧。儘管遠離中央，苻融依然關注中央政府局勢，力勸苻坚少以鮮卑慕容氏在政府任職，卻不獲採納，由此可見其兄雖然信任自己，卻不常聽從其意見。
379年，苻丕攻襄陽，苻坚曾命苻融率六州兵馬支援，苻融卻勸止說動員將耗費甚巨，使苻坚收回成命。
380年，苻融堂弟行唐公苻洛在幽州反叛，苻融擔任名義上的統帥，出兵討伐，呂光卻在苻融實際苻洛接戰前已經擊敗並擒獲苻洛。同年，苻坚召苻融返京，接替375年逝世的王猛，歷任侍中、中書監、司隷校尉、太子太傅、錄尚書事等職位。苻融走後，以苻丕任冀州牧。
382年，苻坚採納呂光建議，以呂光爲統帥征討西域。苻融雖曾勸阻，但苻坚不從。

## 淝水之戰
同年，苻坚不理多數官員反對，決意南征東晉。他曾召苻融密談，希望乃弟能支持自己的南征計劃，苻融卻以王猛死前的忠告，勸苻坚應當正視鮮卑及羌人離心的問題，當務之急是防止他們叛變，同時善待重用同族的氐族人，而非進攻東晉，更力數東晉尚有謝石等良將，兼據長江天險，進攻不易成功，可是苻坚不聽，執意發兵。
383年，苻坚以苻融爲征東大將軍，率二十五萬先鋒步騎南下，令其攻克壽陽城，然後自己率領大軍會合。可是交戰當中，謝石率領的晉軍略獲小勝，前秦軍士氣稍挫。然後兩軍在淝水兩岸對壘，前秦軍在西，東晉軍在東。
不久，謝玄致書苻融，要求前秦軍稍稍後退，使東晉軍可渡河作戰。苻坚策劃等東晉軍半渡河時攻擊，苻融同意，故接受謝玄的要求，號令全軍後退。可是由於原為東晉梁州刺史的降將朱序叛變，在軍隊後退時大喊「秦軍敗了！敗了！」又自背後襲擊前秦軍，使前秦軍受到前後夾擊而潰散大敗。苻融亦“馬倒被殺，軍遂大敗”。死後贈大司馬，謚曰哀公。

## 延伸阅读
[在维基数据编辑]
 《晉書/卷114》，出自房玄齡《晉書》